# Halme grisescens
Halme grisescens är en skalbaggsart som beskrevs av J. Linsley Gressitt och Yves Rondon 1970. Halme grisescens ingår i släktet Halme och familjen långhorningar.
Artens utbredningsområde är Laos. Inga underarter finns listade i Catalogue of Life.